# György Vízvári
György Vízvári (även Weiss), född 18 december 1928 i Budapest, död 30 juli 2004 i Budapest, var en ungersk vattenpolospelare. Han tog OS-guld 1952 med Ungerns landslag.
Vízvári spelade sju matcher i den olympiska vattenpoloturneringen i Helsingfors. På den tiden spelade Vízvári för klubblaget Újpesti TE.